# Sudeste (distrito de Botswana)
O Distrito do Sudeste é um dos 10 distritos rurais de Botswana. Sua capital é a cidade de Ramotswa e possuía uma população estimada de 85 014 habitantes em 2011.